# Denúncia espontânea tributária
A denúncia espontânea, também conhecida como confissão de débito, é um instituto de direito tributário mediante o qual o contribuinte, antes de instaurado qualquer procedimento fiscal para apuração do tributo, reconhece seu débito perante a Fazenda Pública, depositando o valor que entende devido acrescido de juros de mora. Assim o fazendo, conforme dispõe o Código Tributário Nacional, o contribuinte não mais será penalizado com as multas devidas ao atraso. A denúncia espontânea, conforme entendimento sumulado do STJ, não é cabível nos tributos lançados por homologação.